# Élections législatives de 2020 au Texas
Les élections législatives de 2020 au Texas ont lieu le 3 novembre 2020 afin d'élire les 150 membres de la Chambre des représentants de l'État américain du Texas.

## Système électoral
La Chambre des représentants du Texas est la chambre basse de son parlement bicaméral. Elle est composée de 150 sièges pourvus pour deux ans au scrutin uninominal majoritaire à un tour dans autant de circonscriptions.

## Résultats
|                          |                          |            |       |      |        |               |
| Partis                   | Partis                   | Voix       | %     | +/-  | Sièges | +/-           |
|                          | Parti républicain (R)    | 5 706 147  | 54,91 | 2,45 | 83     | en stagnation |
|                          | Parti démocrate (D)      | 4 525 726  | 43,56 | 2,97 | 67     | en stagnation |
|                          | Autres partis            | 159 224    | 1,53  | 0,52 | 0      | en stagnation |
|                          |                          |            |       |      |        |               |
| Votes valides            | Votes valides            | 10 391 097 | 91,83 |      |        |               |
| Votes blancs et nuls     | Votes blancs et nuls     | 923 959    | 8,17  |      |        |               |
| Total                    | Total                    | 11 315 056 | 100   | -    | 150    | en stagnation |
| Abstentions              | Abstentions              | 5 640 463  | 33,27 |      |        |               |
| Inscrits / participation | Inscrits / participation | 16 955 519 | 66,73 |      |        |               |